# 933 TCN
933 TCN là một năm trong lịch La Mã.